# Jean Macias
Pour les articles homonymes, voir Macias.
Jean Macias (en espagnol, Juan Macías), né le 2 mars 1585 et mort le 16 septembre 1645, est un frère lai espagnol de l'ordre des Prêcheurs. Il vécut comme portier dans un couvent de Lima. Il est béatifié en 1837 et canonisé en 1975. Il est fêté le 16 septembre par l'Église catholique.

## Biographie
Jean Macias naît le 2 mars 1585 dans un village d'Estrémadure en Espagne. Orphelin à l'âge de quatre ans, il est recueilli par un oncle qui en fait un berger. Déjà sensibilisé aux plus pauvres de ses semblables, il leur distribuait ses maigres biens.
En 1619, il part pour l'Amérique du Sud en compagnie d'un riche homme d'affaires. Il arrive d'abord en Colombie. Il voyage ensuite à Quito en Équateur avant de se fixer à Lima au Pérou.
Il commence par travailler chez un boucher. Trois ans plus tard, il entre chez les Dominicains comme frère lai, au couvent Sainte-Madeleine. Il prononce ses vœux définitifs le 25 janvier 1623.
Il occupe l'emploi de portier pendant les 22 ans qu'il passe au couvent, dans une vie de contemplation, d'humilité et de prière, portant secours aux pauvres qui le sollicitent.
Il se lie d'amitié avec Martin de Porrès et il fut contemporain de Rose de Lima. Ce sont les trois saints dominicains qui, au XVIIe siècle, ont animé la vie chrétienne de la ville de Lima. Il est également contemporain de l'archevêque de Lima Turibe de Mogrovejo, mais arrive à Lima après la mort de celui-ci.
Jean Macias meurt le 17 septembre 1645. Il a prédit, dit-on, avec exactitude le jour et l'heure de sa mort.

## Béatification, canonisation et fête
- Jean Macias est béatifié le 22 octobre 1837 par le pape Grégoire XVI
- Il est canonisé le 28 septembre 1975 par le pape Paul VI, à cette occasion Paul VI lui donna le titre de « père des pauvres ».
- Sa fête a été fixée au 16 septembre.

## Vénération

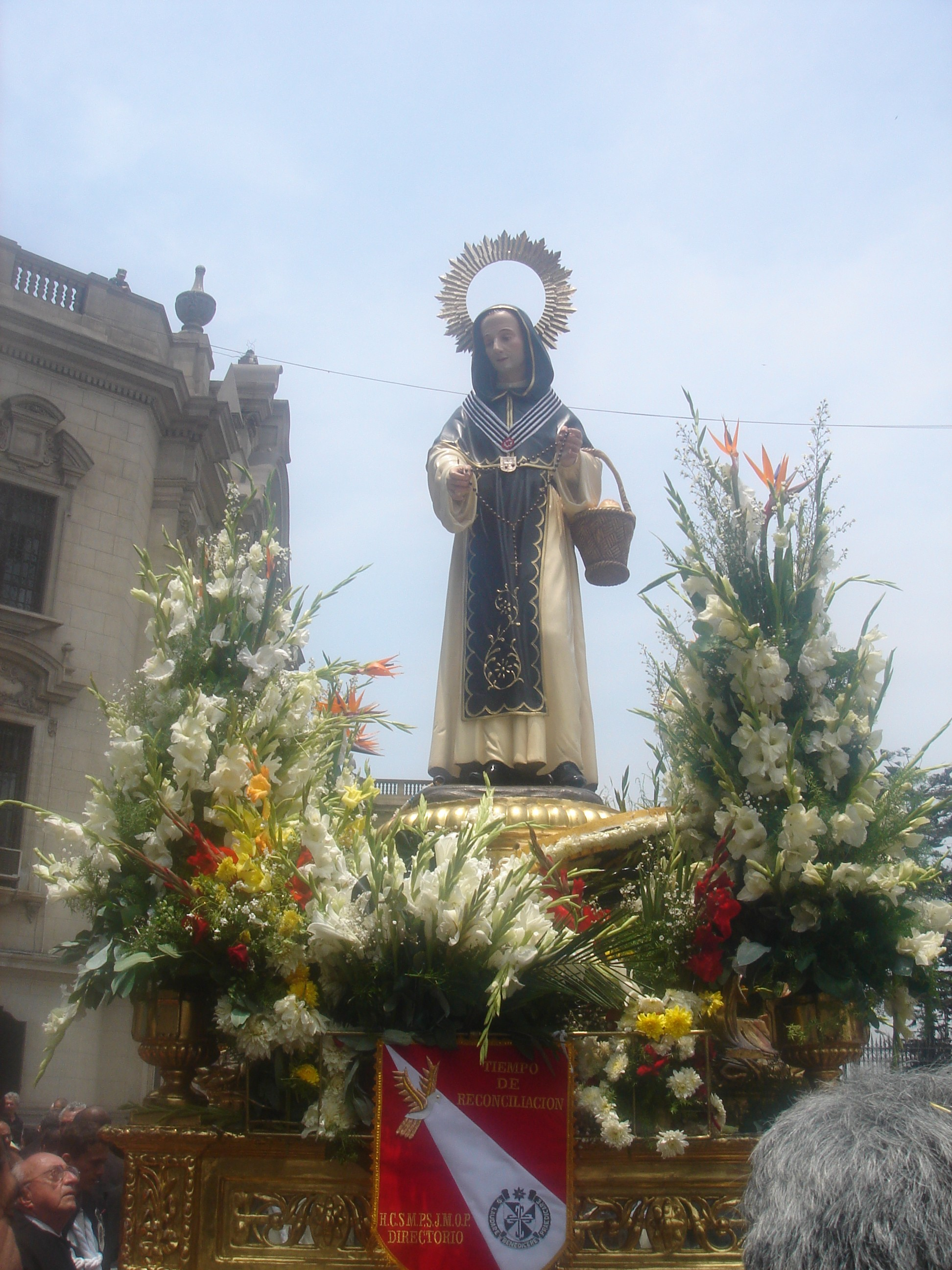
Procession à Lima en 2006.

Tous les ans, les reliques de Jean Macias sont célébrées à Lima le jeudi qui suit sa fête du 16 septembre, allant du sanctuaire péruvien du monastère Saint-Dominique (es) à la paroisse Saint-Jean-Macias dans le district de San Luis.
Une autre procession associée à Jean de Porrès se déroule chaque quatrième dimanche de septembre dans le centre historique de Lima, portée par les fidèles de la confrérie des chevaliers de saint Martin de Porrès et de saint Jean Macías. Cette confrérie, avec celle de saint Jean Macias de San Borja, sont les seules confréries officielles, reconnues par résolution de l'archevêque.

## Sources
- Henri-Charles Chéry, Saints et bienheureux de la famille dominicaine, Fraternité dominicaine Lacordaire, Lyon, 1991.
- Documentation catholique, 1975, p. 859.